# Kaplica Świętego Krzyża w Lwówku Śląskim
Kaplica Świętego Krzyża w Lwówku Śląskim – późnogotycka kaplica w Lwówku Śląskim zbudowana w 1496 roku na czas przebudowy kościoła parafialnego pw. Wniebowzięcia Najświętszej Marii Panny.

## Historia
Kaplicę postawiono na miejscu istniejącej tu od XIV w. kaplicy cmentarnej pw. św. Szczepana i św. Wawrzyńca. Teren na południe i zachód od kościoła parafialnego pełnił wówczas, a także później, funkcję cmentarza. Do czasu wybudowania kościoła w kaplicy odbywały się msze. Kaplicę wzniesiono z ciosów piaskowcowych, na planie prostokąta o wymiarach 17 x 9 m. Kaplica uległa zniszczeniu podczas pożaru wieży kościelnej w 1455 r., wkrótce odbudowana w 1458 r. W 1682 roku została odbudowana po wcześniejszym zniszczeniu i zwrócona fundatorowi, którego w niej później pochowano. 

## Architektura
Po spaleniu podczas wielkiego pożaru miasta w 1752 roku kaplica została ponownie odbudowana w 1755 roku.
Trzyosiowe wnętrze budowli pokrywa sklepienie sieciowe z 1496 roku (data na zworniku), wsparte na wspornikach wyciętych w części na kształt ludzkich głów. Całość jest nakryta czterospadowym dachem zwieńczonym barokową sygnaturką z małym dzwonem. Budowla jest jednonawowa, przykryta sklepieniem sieciowym, z dobudowaną od wschodu zakrystią. Z czasu budowy kaplicy pochodzi też znajdujący się na północnej ścianie niewielki gotycki portal ostrołukowy. Okna kaplicy rozszerzają się na zewnątrz. Część z nich ma zachowane maswerki. Gruntowne remonty kaplicy miały miejsce w latach 80. XIX i XX wieku.

## Wyposażenie
Skromny ołtarz główny składa się z obrazu Ukrzyżowanie z końca XVIII w. i nieco wcześniejszego tabernakulum. Z tego okresu pochodzi kamienna, malowana chrzcielnica. Na uwagę zasługuje kamienne złocone epitafium z XVIII w. Podczas prac remontowych z końca 80. XX w. spod warstwy tynku odsłonięte zostały freski ze scenami Drogi Krzyżowej z ok. 1520 roku.